# 安齋由香里
安齋由香里（日语：／ Anzai Yukari，1995年12月31日—）是日本的女性聲優，臺灣與福島縣出身，現為Sigma Seven e所屬。

## 人物
是台日混血兒，5歲前住在台灣的祖母家裡。。曾在紐西蘭留學八個月。
P's Voice Artist School第1期的畢業生 、2017年11月1日加入swallow。2022年10月31日退出從出道就待的 swallow 轉為自由身。
特技是日本舞、英語會話。

## 演出作品
※粗體字為主要角色。

### 電視動畫
2017年
- 潔癖男子青山！（馬場玲緒奈、古川、女學生、女子）
- 戀愛與謊言（女學生）
- 天使的3P！（石動、小學女子）

2018年
- 怪獸娘～奧特怪獸擬人化計劃～（女）
- 決鬥大師（「破舞」裘利斯）
- 魔法少女網站（住倉湯華）
- 雷頓神秘偵探社 ～卡特莉的解謎事件簿～（客A）
- Happy Sugar Life（北埋川實）
- RELEASE THE SPYCE（源桃[8][9]）

2019年
- 五等分的新娘（廣播）
- 臨死!!江古田（客A）
- 一個人的○○小日子（女子中學生B）

2020年
- Lapis Re:LiGHTs（緹亞拉[10]）

2021年
- 五等分的新娘∬（江場）
- Fairy蘭丸（女學生1、粉絲1、偶像A、男園兒）

2022年
- CUE!（夜峰美晴[11]）
- 轉生賢者的異世界生活～取得第二職業，成為世界最強～（艾莉絲、真龍）
- 東京喵喵NEW（工作人員）

2023年
- 再得一勝！（瀧川早苗[12]）
- 冰劍的魔術師將要統一世界（緹婭娜·歐格仁）
- 無意間變成狗，被喜歡的女生撿回家。（女學生）
- 鬼滅之刃 刀匠村篇
- 東京喵喵NEW（廣播）
- 滿懷美夢的少年是現實主義者（稻富由結）

2024年
- RINKAI！女子競輪（豐橋契[13]）

2025年
- mono女孩（靈）
- 我們不可能成為戀人！絕對不行。（※似乎可行？）（瀨名紫陽花[14]）
- Silent Witch 沉默魔女的祕密（菲利克斯〈幼年〉）

### 劇場動畫
2022年
- 劇場版 五等分的新娘

### 遊戲
2017年
- 結城友奈是勇者 花結的閃耀

2019年
- RELEASE THE SPYCE secret fragrance（源桃[15]）

2021年
- 偶像大師灰姑娘女孩（西園寺琴歌[16]）
- Lapis Re：LiGHTs ～這個世界的偶像會用魔法～（緹亞拉[17]）

### 主持
- 動畫電影《結城友奈是勇者 -鷲尾須美之章-》舞台問候[1]
- 鶴野剛士初電子琴Live 會面[1]
- RayarkCon 2017 Preparty in Tokyo[18]

### 其他
- 廣播劇[19]
- 溫泉女孩（尖石內灣[20]）

## 音樂CD

### 角色歌
| 發售日   | 商品名稱                       | 演唱名義                                 | 歌曲                         | 備註                                  |
| 2018年   | 2018年                         | 2018年                                   | 2018年                       | 2018年                                |
| -------- | ------------------------------ | ---------------------------------------- | ---------------------------- | ------------------------------------- |
| 6月20日  | SPYCY THE LIFE                 | Pilli Peppers                            | 「SPYCY THE LIFE」 「」 「」 | 電視動畫《RELEASE THE SPYCE》相關歌曲 |
| 10月24日 | /Hide & Seek                   | 月影                                     | 「」                         | 電視動畫《RELEASE THE SPYCE》片頭曲   |
| 10月24日 | /Hide & Seek                   | 月影                                     | 「Hide & Seek」              | 電視動畫《RELEASE THE SPYCE》片尾曲   |
| 11月7日  | RELEASE THE SPYCE 角色歌 桃&雪 | 源桃（安齋由香里）                       | 「」                         | 電視動畫《RELEASE THE SPYCE》相關歌曲 |
| 11月7日  | RELEASE THE SPYCE 角色歌 桃&雪 | 源桃（安齋由香里）、半藏門雪（沼倉愛美） | 「」                         | 電視動畫《RELEASE THE SPYCE》相關歌曲 |

### 组合成员
1. ↑  源桃（安齋由香里）、相模枫（藤田茜）、石川五惠（野口百合）
2. ↑  安齋由香里、沼倉愛美、藤田茜、洲崎綾、野口百合、內田彩

## 外部連結
- 事務所官方簡歷（页面存档备份，存于）（日語）
- 安齋由香里的X（前Twitter）
- 安齋由香里的Instagram帳戶
- 安齋由香里的新浪微博